# بالیو-سو-شاتیون
بالیو-سو-شاتیون (به فرانسوی: Baslieux-sous-Châtillon) یک کمون (فرانسه) در فرانسه است که در canton of Châtillon-sur-Marne واقع شده‌است. بالیو-سو-شاتیون ۵٫۸۸ کیلومتر مربع مساحت دارد ۱۱۰ متر بالاتر از سطح دریا واقع شده‌است.